# Pirregőtücsök
A pirregőtücsök (Oecanthus pellucens) a valódi tücskök családjába tartozó, Eurázsiában és Észak-Afrikában honos tücsökfaj. 

## Megjelenése
A pirregőtücsök testhossza a hím esetében 10-13 mm, a nőstény 11-14 mm, ehhez járul még a 6-8 mm-es tojócső. Testalkata karcsú, törékeny, kissé lapított; habitusában nem hasonlít a többi tücsökre (vagy egyenesszárnyúra). Színe a halvány okkersárgától a szalmasárgáig terjed. Hátán és hátsó lábain sötétebb foltok lehetnek. Feje és szájszervei előre irányulnak. Mind első, mind hátsó szárnyai nagyok, átlátszóak, hártyásak és olyan hosszúak, hogy teljesen betakarják a potrohot. A hím szárnyai szélesebbek, végük lekerekített, az elülső és hátsó szárnyak nagyjából egyforma hosszúak. A nőstény szárnyai keskenyebbek és a hátsó pár hosszabb. Mindkét nem potrohfüggelékei (cerkuszai) hosszúak, a nőstény esetében a tojócsőhöz simulva védik azt. A tojócső egyenes, a vége sötétebb, szélesebb, kissé fogazott. 
Derékszögben felmeresztett első szárnyainak vibráló összedörzsölésével keltett éneke erős, messzire (akár 100 méterre) hangzó, magas pirregés. Rövid megszakításokkal nagyon sokáig ciripel. Este és éjszaka énekel.

### Hasonló fajok
Magyarországon nem él hozzá hasonló faj.

## Elterjedése
Eurázsiában és Észak-Afrikában honos, mediterrán és nyugat-ázsiai faj; elterjedési területe nagyjából megegyezik a szőlőtermesztő vidékekkel. Európában elterjedésének északi határa kb. Hollandiánál húzódik. Magyarországon országszerte elterjedt, sík- és dombvidékeken gyakori tücsök.  

## Életmódja
Melegkedvelő. Napsütötte, dél felé néző domboldalak, bokros rétek, legelők, útszélek, szőlők, gyümölcsösök lakója. Többnyire a magas kórókon, bokrokon, alacsonyabb fákon tartózkodik. Közepesen jól repül. Éjszaka aktív, napközben levelek alatt vagy a növények szárához lapulva rejtőzködik. Növényi részekkel, virágokkal, kisebb rovarokkal, lárvákkal táplálkozik. 
Kifejlett egyedeivel júniustól októberig találkozhatunk. A nőstény egyesével rakja petéit a növények száraiba; a szőlőkben a fiatal venyigékbe petézve kisebb károkat okozhat. Áttelelés után a lárvák májusban kelnek ki és 5 fejlődési stádiumon mennek át. 

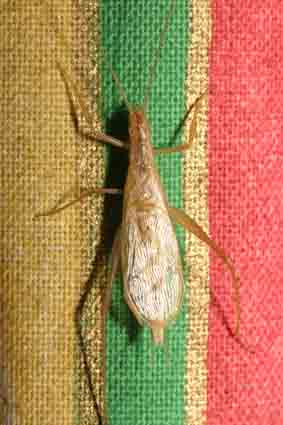
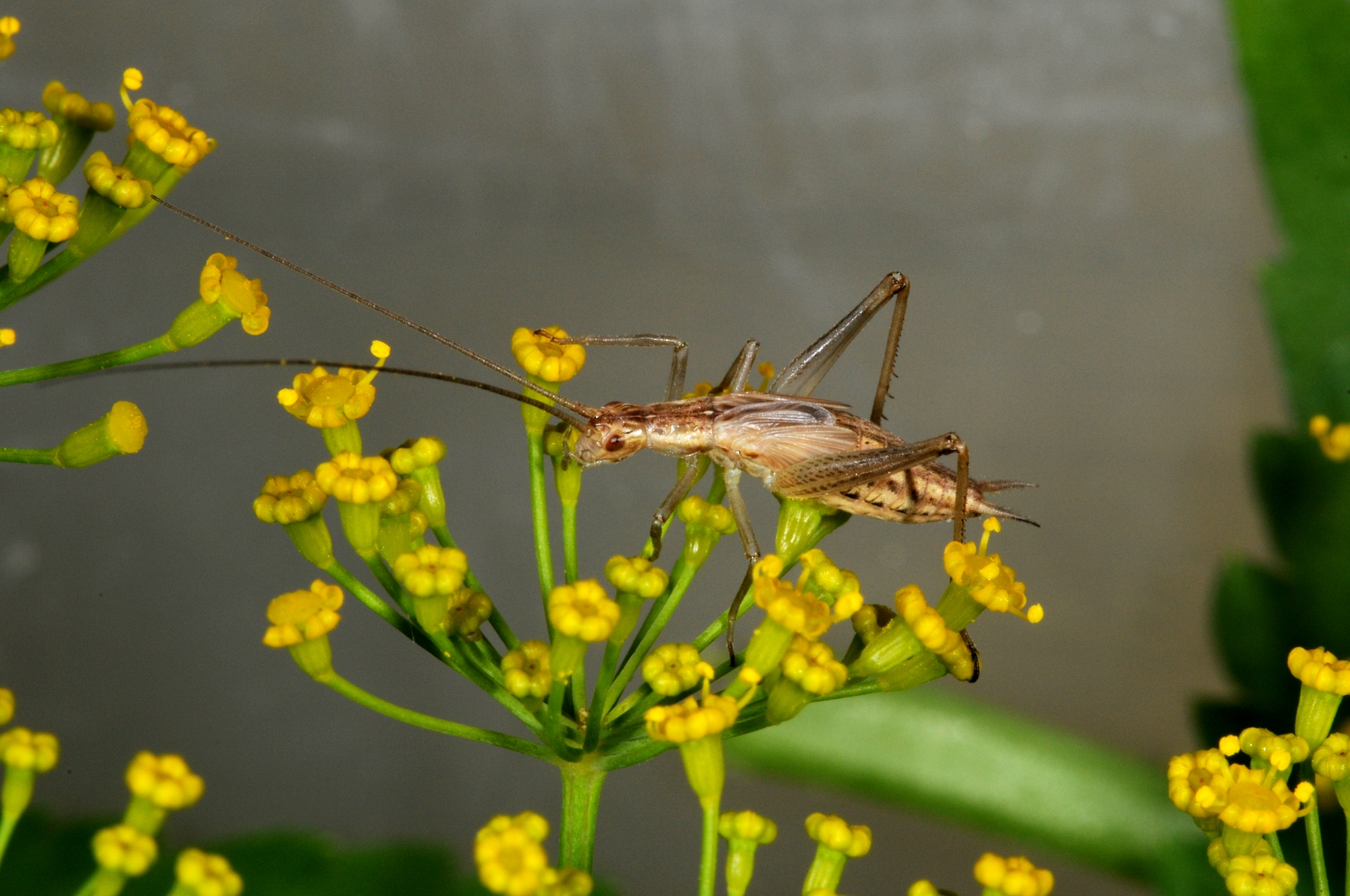
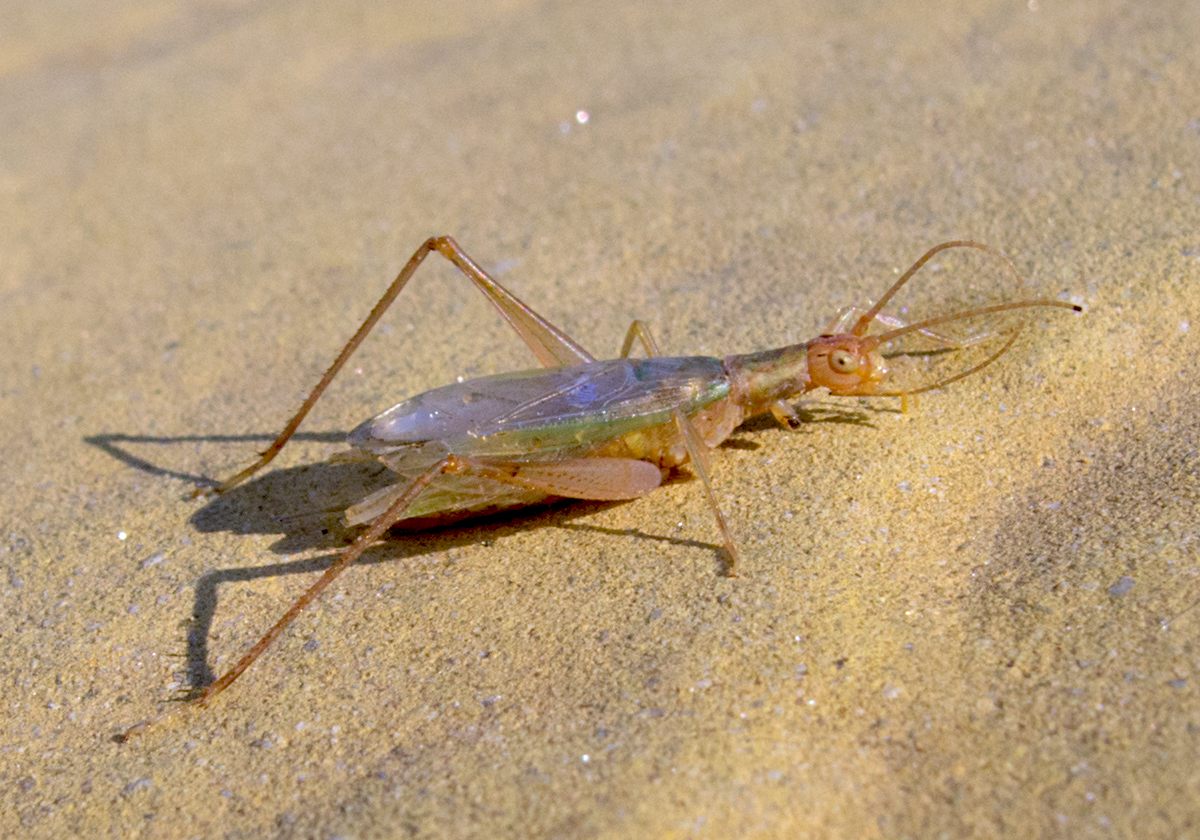
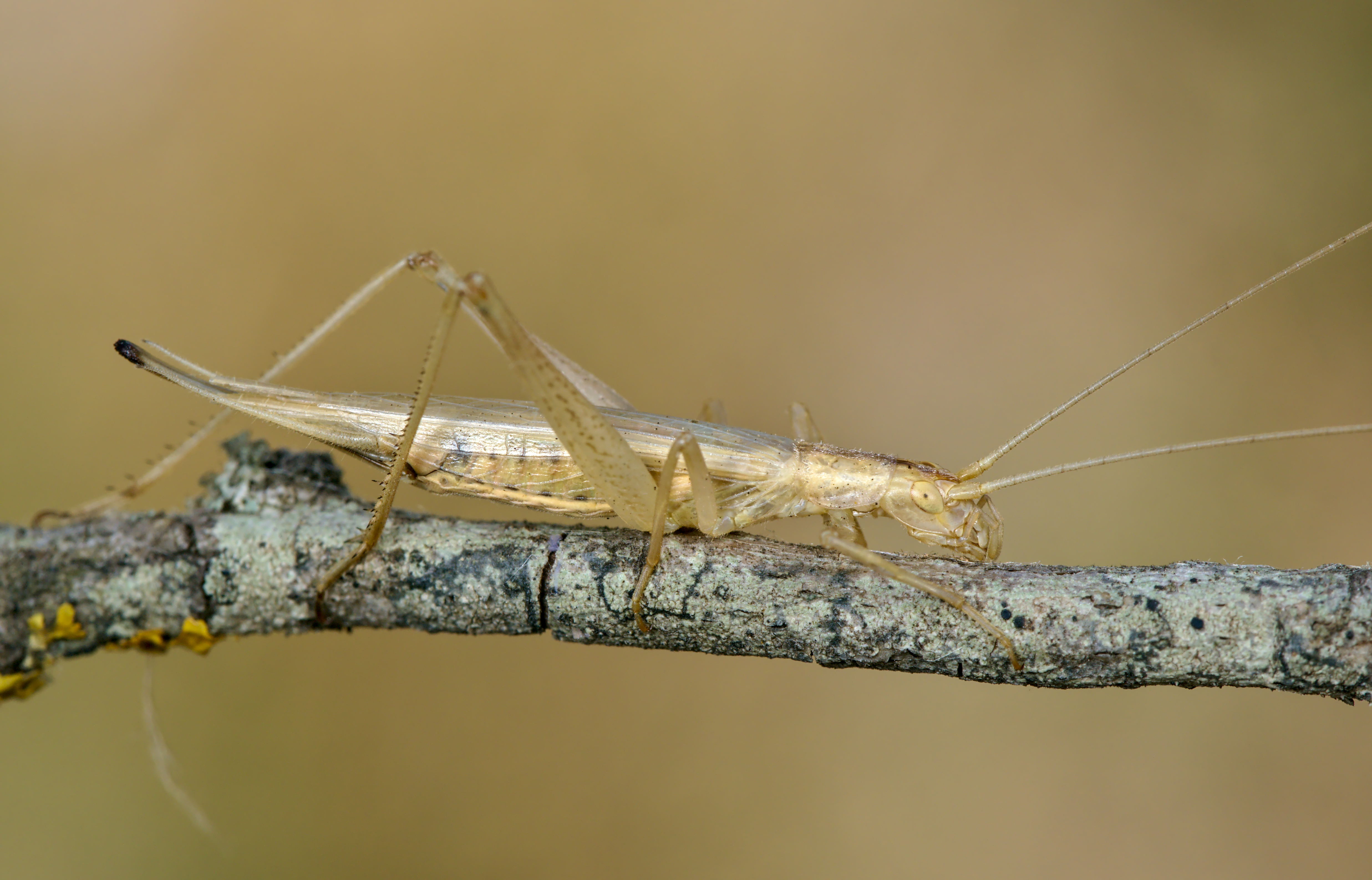
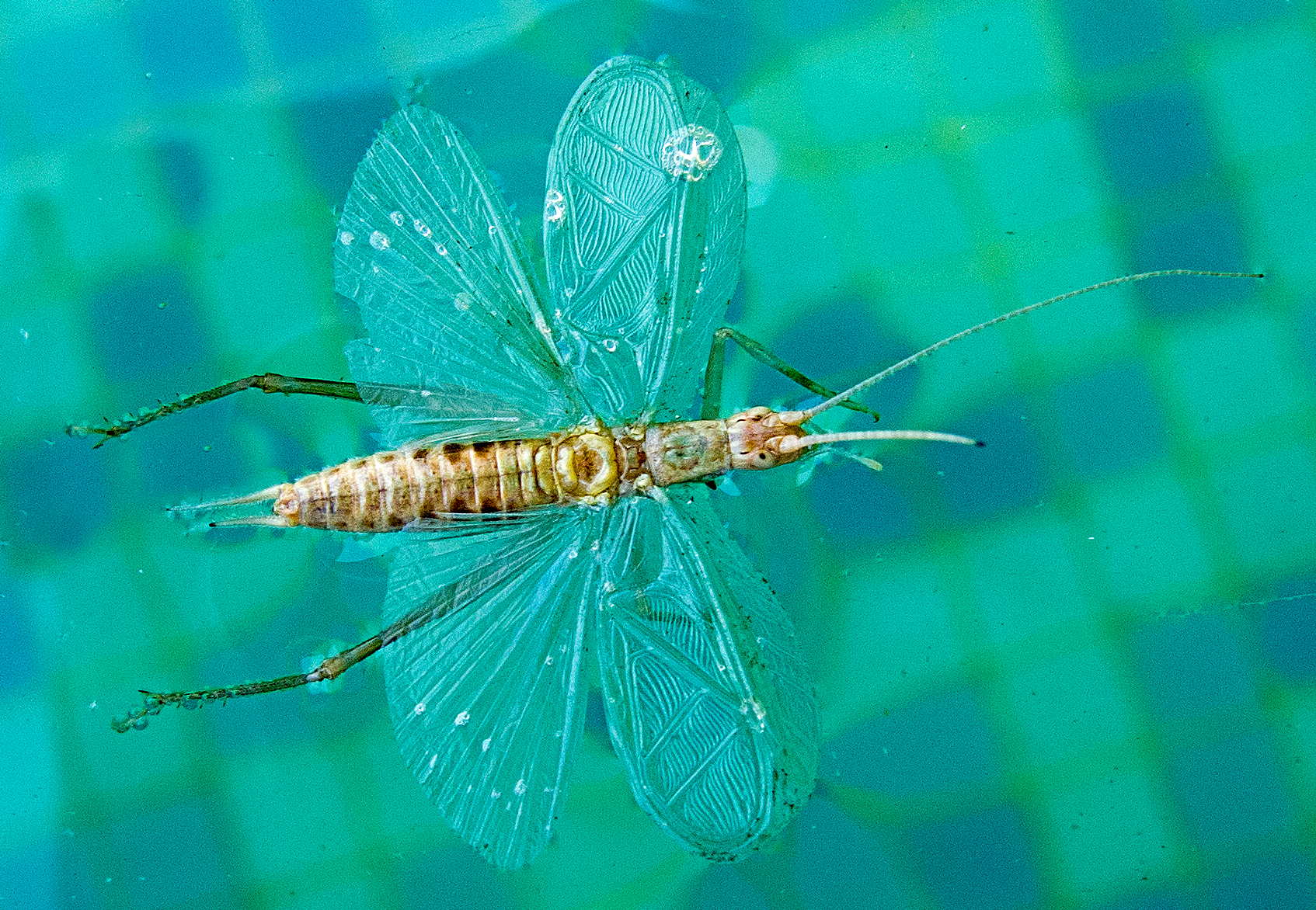

Magyarországon nem védett.